# Панш, Адольф
Адольф Панш (нем. Adolph Pansch; 2 марта 1841, Эутин — 14 августа 1887) — немецкий анатом и натуралист.
С 1860 года изучал медицину и естественные науки в Берлине и Гейдельберге. С 1862 по 1864 год изучал медицину в Берлине и Галле. В 1864 году, защитив диссертацию, получил докторскую степень. После окончания университета с 1865 года служил прозектором в анатомическом музее при Кильском университете, где в 1866 году начал работать преподавателем на медицинском факультете.
В 1869/1870 году он принял участие во второй немецкой экспедиции на Северный полюс, о которой опубликовал несколько работ, связанных с естественной историей Арктики. В 1874 году он стал адъюнкт-профессором Кильского университета. 
Адольф Панш утонул 14 августа 1887 года в возрасте 46 лет во время экскурсии на паруснике в Килер-Ферде.
Его имя ассоциируется с «Pansch’s flssure» («бороздой Панша»), описываемой как мозговая трещина, идущая от нижней конечности центральной трещины почти до конца затылочной доли.

## Избранные произведения
- «De pyorrhoea alveolari seu gingivitide expulsiva», 1864 (thesis/dissertation, Halle-Wittenberg).
- «De sulcis et gyris in cerebris simiarum et hominum», 1866.
- Einige Bemerkungen über das Klima Pflanzen- und Thierleben auf Ostgrönland, 1871 — Comments on the climate, plant and animal life of eastern Greenland.
- Winter- und Sommerleben auf der deutschen Nordpolarfahrt, 1871 — Winter and summer life of the German North Pole expedition.
- Klima und Pflanzenleben auf Ostgrönland, 1874 — Climate and plant life of eastern Greenland.
- Beiträge zur Morphologie des Grosshirns der Säugethiere, 1879 — Contributions to the morphology of the cerebrum of warm-blooded animals.
- Grundriss der Anatomie des Menschen, 1881 — Outline on the anatomy of humans.
- Anatomische Vorlesungen für Aerzte und ältere Studirende, 1884 — Anatomical lectures for doctors and older students.[4]